# L'Espion du pharaon
L'Espion du pharaon est un roman historique écrit par Odile Weulersse, paru en 1984, édité par Hachette Jeunesse. Il s'agit de la suite du succès Le Secret du papyrus.